# Sandra Mandir
Sandra Mandir (Zagreb, 4. kolovoza 1977.) hrvatska košarkašica članica hrvatske ženske košarkaške reprezentacije. Igra na poziciji bek šutera i organizatorice igre.

## Privatni život
Sandra je rođena 1977. godine u Zagrebu, kao Sandra Popović. Udana je i majka jednog djeteta.

## Klupska karijera i uspjesi
Sandra je profesionalnu karijeru započela 1995. godine u ŽKK Centar Banka s kojim osvaja prvenstvo Hrvatske i kup Hrvatske. 1997. prelazi u ŽKK Adriatic Osiguranje( osvojeno prvenstvo Hrvatske I 3x kup Hrvatske)u kojem ostaje do 2000. godine kada prelazi u Croatia Zagreb s kojim osvaja Prvenstvo Hrvatske i Kup Hrvatske. 2001. godine prelazi u turski Galatasaray s kojim ulazi u Final Eight Premier Lige.
2002. i 2003.igra u Mađarskoj za MiZO-Pecsi VSK s kojim osvaja prvenstvo Mađarske i kup Mađarske. 2003. se vratila u Hrvatsku u Gospić s kojim osvaja prvenstvo Hrvatske i Trocal ligu. 2004. i 2005. igra za Medveščak , 2005. – 2007. za ŽKK Jolly Šibenik s kojim osvaja prvenstvo Hrvatske, kup Hrvatske i 2x Trocal ligu, 2007. – 2009, za Gospić ali zbog trudnoće i rođenja sina ne sudjeluje aktivno unutar kluba. 2009. i 2010. godine ponovo je otišla u Tursku ovaj puta u Besiktas. Od 2010. ponovo igra za ŽKK Gospić.
2009. Sandra odlučuje želi li nastaviti profesionalnu košarkašku karijeru kada dobiva ponudu turskog Bešiktaša u čijem sastavu ulazi u Final Eight turske ženske košarkaške lige. 2010. godine vraća se u Gospić u kojem igra do 2012. i u čijim redovima dva puta osvaja prvenstvo Hrvatske i kup Hrvatske. 
2012. prelazi u Novi Zagreb, a od 2013. je u sastavu Turskog İstanbul Üniversitesi BGD s kojima ulazi u Polufinale Turskog Prvenstva. Klupsku karijeru završava u poljskom Wilki Morski 2014. godine.

## Reprezentativna karijera i uspjesi
Karijeru hrvatske reprezentativke Sandra Mandir započinje 1999.godine, a za kapetanicu reprezentacije izabrana je 2006.godine. Sudjelovala je na završnom turniru europskog prvenstva 2007. godine, gdje je bila druga po asistencijama.
Jedan od najboljih trenutaka u Sandrinoj reprezentativnoj karijeri dogodio se 2011. godine na Europskom prvenstvu u Poljskoj, gdje je kao kapetanica predvodila hrvatsku reprezentaciju do petog mjesta, plasmana na kvalifikacijski turnir za Olimpijske igre u Londonu i izravan plasman na sljedeće prvenstvo u Francuskoj 2013. godine. 
Šuterica Gospića je izabrana i u najbolju petorku EP-a na kojem je imala prosjek od 14,3 poena i 4,6 skokova i 3,8 asistencija. Konkurentice Sandri Mandir u ovom izboru bile su Jelena Daniločkina (Rusija), Emilie Gomis (Francuska), Sandrine Gruda (Francuska), Iva Perovanović (Crna Gora), Marija Stjepanova (Rusija), Alba Torrens (Španjolska), Birsel Vardarli (Turska), Eva Viteckova (Češka) i Nevriye Yilmaz (Turska).
Europska košarkaška federacija (FIBA Europe) nominirala je dvaput košarkašicu Sandru Mandir za najbolju europsku košarkašicu ( 2011. i 2012. godine ).
Posljednju utakmicu u reprezentacijskom dresu igrala je na Olimpijadi u Londonu 2012. gdje je bila najbolji strijelac hrvatske reprezentacije i 8. najbolji strijelac Olimpijade.

## Priznanja i nagrade
2005. – 2006. - Trocal Liga, najbolja igračica, petorka Final Four-a ( ŽKK Jolly Šibenik )
2006. – 2007. - najbolja igračica Kupa Hrvatske ( ŽKK Jolly Šibenik )
2010. – 2011. - najbolja košarkašica po izboru čitatelja i suradnika portala Košarka, te je tek druga hrvatska košarkašica koja je dobila nagradu jer je sve četiri prethodne godine statua otišla u ruke Anđe Jelavić.
2011. - za igre 2011. godine na Europskom prvenstvu u Poljskoj kada je izabrana u prvu petorku prvenstva.
2011. – 18. prosinca 2011. Europski ogranak Fibe je među kandidiranim igračicama za najbolju europsku košarkašicu 2011. kandidirao Sandru Mandir, uz još devet drugih igračica.
2011. – 2012. - najbolji strijelac Kupa Hrvatske ( ŽKK Gospić )
2012. – 14. prosinca 2012. Europski ogranak Fibe je među kandidiranim igračicama za najbolju europsku košarkašicu 2012. drugu godinu uzastopno kandidirao Sandru Mandir, uz još devet drugih igračica.
Sandra Mandir izabrana je u komisiju športaša HOO-a ( 2012. – 2016. ), a u travnju 2014. godine izabrana je za predsjednicu komisije športaša HOO-a, člana vijeća HOO-a i člana skupštine HOO-a.

## Zanimljivosti
Iako je Sandra ostavila košarkaški dres, njezina športska karijera nastavlja se kroz rad s djecom. Otvorila je Školu košarke za djevojčice “Mandirka” koja djeluje u Zagrebu.
Sandra Mandir jedina je igračica koja je odigrala stotinjak utakmica u Euroligi.[nedostaje izvor]